# Domenico Gattilusio
Domenico Gattilusio (probabilmente a Focea Vecchia, dopo il 1420 – 1458) è stato un nobile italiano che fu il quinto signore di Lesbo dal 1455 al 1458.

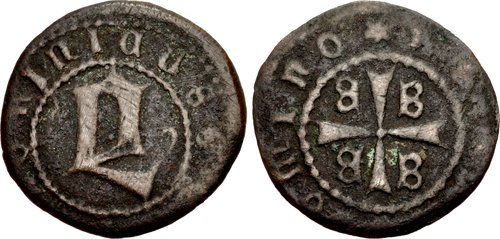
Denaro di Domenico Gattilusio, con una grande "D" al dritto, e la croce tetragrammatica dell'Impero bizantino al rovescio.

Era figlio di Dorino I Gattilusio e di Orietta Doria.

## Biografia

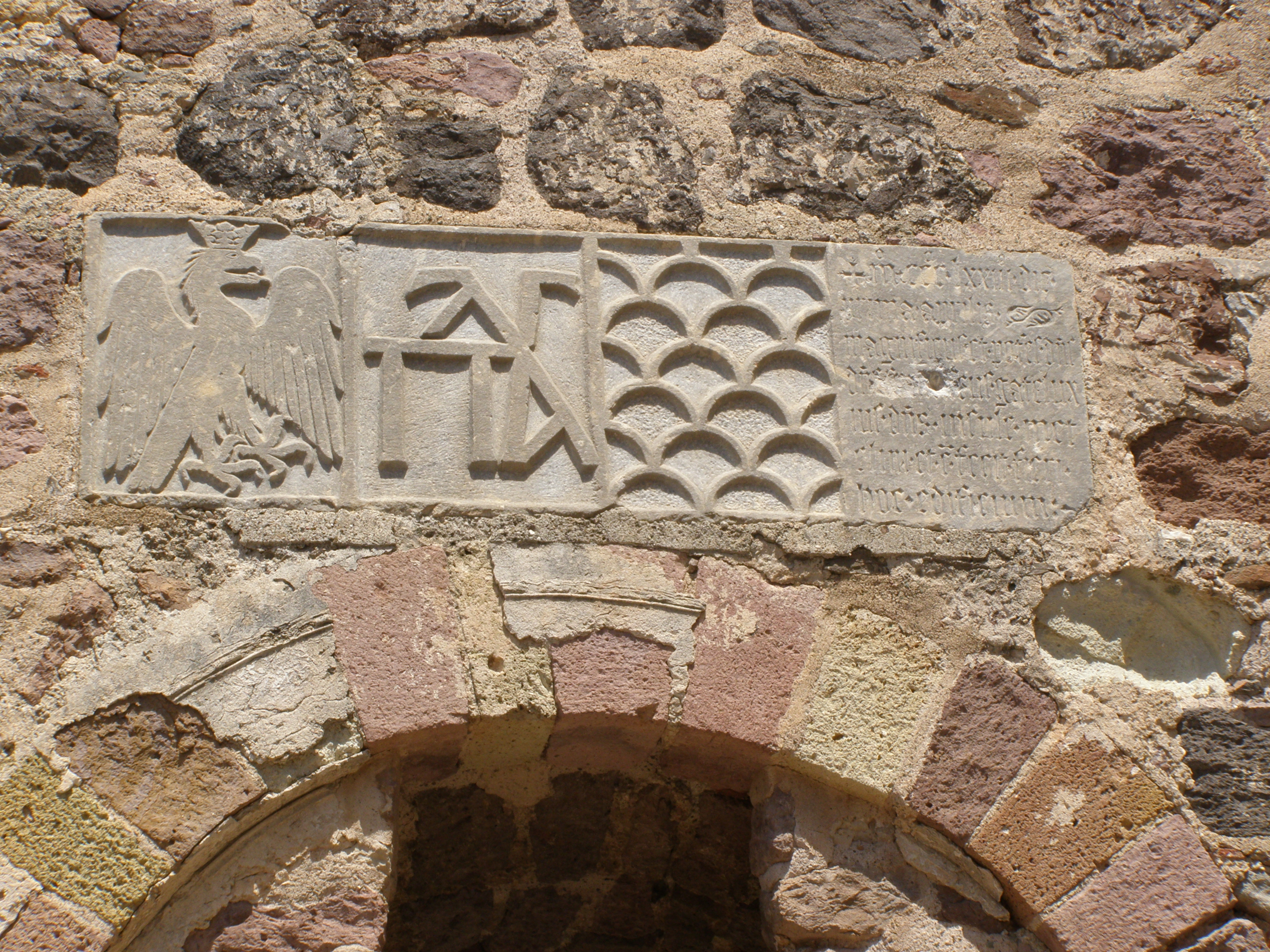
Bassorilievo sul Castello di Mitilene, che mostra l'aquila dei Doria a sinistra, il monogramma di famiglia dei Paleologi al centro e lo stemma dei Gattilusio a destra

Domenico fu reggente per suo padre quando quest'ultimo fu costretto a letto nel 1449. È succeduto al padre alla morte di quest'ultimo, in un momento in cui cresceva l'egemonia ottomana; quando l'ammiraglio turco, diretto a Rodi, si ancorò a Lesbo nel giugno del 1455, Domenico inviò il suo ufficiale, lo storico Ducas, al dignitario con bei regali di "indumenti di seta, 8 indumenti tessuti di lana, 6.000 monete d'argento, 20 buoi, 50 pecore, più di 800 misure di vino, 2 misure di biscotti, una misura di pane, più di 1000 litri di formaggio e frutta senza misura", così come doni al membri dello staff dell'ammiraglio. Non molto tempo dopo questa visita, il padre di Domenico morì; Domenico divenne signore dei territori di suo padre - a questo punto comprendente le isole di Lesbo, Thasos, Lemnos e la città continentale di Focea - mentre nominò il fratello minore Niccolò suo governatore di Lemnos.
Quando Ducas in agosto portò l'omaggio annuale al sultano Maometto II ad Adrianopoli, il Sultano apprese che Dorino era morto e Domenico era ora signore di Lesbo; questo fece arrabbiare il Sultano, e Ducas fu informato che nessuno aveva il diritto di assumere il titolo di signore di Lesbo finché non lo avesse ricevuto dalle mani del Sultano stesso. Seguirono negoziazioni nervose e Domenico ottenne il titolo per la sua eredità solo dopo aver ceduto l'isola di Thasos e aver pagato un tributo aumentato di 4000 pezzi d'oro, invece dei 3000 precedentemente dati. Ma quella non fu l'unica perdita per il regno di Domenico, perché con la scusa di "lesa maestà" l'ammiraglio turco Yunus Pascià salpò verso Focea e la prese a titolo definitivo per il sultano il 31 ottobre 1455.
Più tardi nello stesso anno, dopo che gli uomini del Sultano avevano conquistato la città continentale di Enos (moderna Enez in Turchia) il 24 gennaio 1456 e annesso le isole di Samotracia e Imbros dal cugino di Domenico, Dorino, una flotta papale comandata dal cardinale Ludovico Trevisan, Patriarca di Aquileia, arrivò nell'Egeo settentrionale nell'autunno del 1456.
Questa flotta prese rapidamente le isole di Samotracia, Taso e Imbros dagli Ottomani, ma invece di restituirli alla famiglia Gattilusio, nominarono governatori per governarli a nome del Papa. Il sultano Maometto sfogò il suo risentimento contro Domenico, che riteneva responsabile di queste perdite, inviando il suo ammiraglio Ismaele nell'agosto del 1457 per attaccare Lesbo. Nonostante la partenza della flotta papale da Lesbo, la guarnigione di Molivos resistette così bene che il comandante turco fu costretto a ritirarsi il 9 agosto. Dopo la partenza delle forze turche, la flotta papale ritornò, accolta con indignazione da Domenico.
Domenico regnò sull'isola per tre anni. Fu deposto dal fratello minore Niccolò, che lo fece imprigionare e ordinò la sua esecuzione per strangolamento. Domenico aveva sposato Maria Giustiniani-Longo. Non ebbero figli conosciuti.

## Ascendenza
|                                           |   |                                   | Genitori                                    |  |  | Nonni |  |  | Bisnonni                                 |  |  | Trisnonni     |  |
|                                           |   |                                   |                                             |  |  |       |  |  | Francesco I Gattilusio, signore di Lesbo |  |  | N. Gattilusio |  |
|                                           |   |                                   |                                             |  |  |       |  |  | Francesco I Gattilusio, signore di Lesbo |  |  | N. Gattilusio |  |
|                                           |   | …                                 |                                             |  |  |       |  |  | Francesco I Gattilusio, signore di Lesbo |  |  |               |  |
| Francesco II Gattilusio, signore di Lesbo |   |                                   |                                             |  |  |       |  |  | Francesco I Gattilusio, signore di Lesbo |  |  |               |  |
|                                           |   | Irene Paleologa                   | Andronico III Paleologo, basileus dei Romei |  |  |       |  |  |                                          |  |  |               |  |
|                                           |   | Irene Paleologa                   | Andronico III Paleologo, basileus dei Romei |  |  |       |  |  |                                          |  |  |               |  |
|                                           |   | Irene Paleologa                   | Anna di Savoia                              |  |  |       |  |  |                                          |  |  |               |  |
| Dorino I Gattilusio, signore di Lesbo     |   | Irene Paleologa                   |                                             |  |  |       |  |  |                                          |  |  |               |  |
|                                           |   | Dorino II Doria, signore di Loano | Dorino I Doria, signore di Loano            |  |  |       |  |  |                                          |  |  |               |  |
|                                           |   | Dorino II Doria, signore di Loano | Dorino I Doria, signore di Loano            |  |  |       |  |  |                                          |  |  |               |  |
|                                           |   | Dorino II Doria, signore di Loano | Ginevra N.                                  |  |  |       |  |  |                                          |  |  |               |  |
| Valentina Doria                           |   | Dorino II Doria, signore di Loano |                                             |  |  |       |  |  |                                          |  |  |               |  |
|                                           |   | Violante Doria                    | Brancaleone II Doria, conte di Monteleone   |  |  |       |  |  |                                          |  |  |               |  |
|                                           |   | Violante Doria                    | Brancaleone II Doria, conte di Monteleone   |  |  |       |  |  |                                          |  |  |               |  |
|                                           |   | Violante Doria                    | Eleonora, giudicessa d'Arborea              |  |  |       |  |  |                                          |  |  |               |  |
| Domenico Gattilusio, signore di Lesbo     |   | Violante Doria                    |                                             |  |  |       |  |  |                                          |  |  |               |  |
|                                           | … | …                                 |                                             |  |  |       |  |  |                                          |  |  |               |  |
|                                           | … | …                                 |                                             |  |  |       |  |  |                                          |  |  |               |  |
|                                           | … | …                                 |                                             |  |  |       |  |  |                                          |  |  |               |  |
| …                                         | … |                                   |                                             |  |  |       |  |  |                                          |  |  |               |  |
|                                           |   | …                                 | …                                           |  |  |       |  |  |                                          |  |  |               |  |
|                                           |   | …                                 | …                                           |  |  |       |  |  |                                          |  |  |               |  |
|                                           |   | …                                 | …                                           |  |  |       |  |  |                                          |  |  |               |  |
| Orietta Doria                             |   | …                                 |                                             |  |  |       |  |  |                                          |  |  |               |  |
|                                           |   | …                                 | …                                           |  |  |       |  |  |                                          |  |  |               |  |
|                                           |   | …                                 | …                                           |  |  |       |  |  |                                          |  |  |               |  |
|                                           |   | …                                 | …                                           |  |  |       |  |  |                                          |  |  |               |  |
| …                                         |   | …                                 |                                             |  |  |       |  |  |                                          |  |  |               |  |
|                                           |   | …                                 | …                                           |  |  |       |  |  |                                          |  |  |               |  |
|                                           |   | …                                 | …                                           |  |  |       |  |  |                                          |  |  |               |  |
|                                           |   | …                                 | …                                           |  |  |       |  |  |                                          |  |  |               |  |
|                                           |   | …                                 |                                             |  |  |       |  |  |                                          |  |  |               |  |